# 王來任
王來任（17世纪？—1668年），奉天人，中國清朝康熙年间官員。
顺治十八年（1661年）冬十月，以大理寺少卿任顺天府府尹。康熙元年（1662年）二月，任命为郧阳抚治。
在逝世前不足一年，上任廣東巡撫一職。由於當地受到遷界令的影響，居民生活受到很嚴重的打擊。於是他便實地考察和調查（今潮連），了解居民實際的影響情況，結果辛勞之下受到重病。他曾聯同時任廣東總督周有德，上疏康熙皇帝，極力請求復界，可惜疏書未及呈上便已病逝，幸於翌年（1669年）朝廷終允復界。
復界後，錦田居民因感周、王二公之德，在康熙二十三年（公元1684年）在水頭村建「周王二公書院」，以為紀念，並在書院內教育族中子弟，培育人材。而今日香港上水石湖墟巡撫街之「巡撫」即紀念王來任也。